# The Woman Beneath
The Woman Beneath er en amerikansk stumfilm fra 1917 af Travers Vale.

## Medvirkende
- Ethel Clayton som Betty Fairchild
- Curtis Cooksey som Tom Connolly
- Isabel Berwin som Mrs. Fairchild
- Frank DeVernon som Mr. Fairchild
- Crauford Kent som Rupert Brantley